# Нетёмин, Николай Павлович
Николай Павлович Нетёмин (1920—1997) — генерал-майор Советской Армии, участник Великой Отечественной войны.

## Биография
Николай Павлович Нетёмин родился 14 апреля 1920 года в селе Поддубное (ныне — Богучарский район Воронежской области). В 1932 году окончил четыре класса начальной школы, после чего трудился на птицекомбинате в городе Острогожске. 15 августа 1939 года добровольцем поступил на службу в Рабоче-Крестьянскую Красную Армию. В 1941 году окончил Московское военно-инженерное училище.
С 25 октября 1941 года — на фронтах Великой Отечественной войны. В течение двух лет воевал командиром 30-го гвардейского сапёрного батальона 26-й гвардейской стрелковой дивизии. Участвовал в битве за Москву. Многократно вместе со своими сапёрами участвовал в проведении минирований переднего края обороны советских частей и соединений, а периоды наступательных боевых действий осуществлял разминирование минных полей, обезвредив сотни мин. При форсировании водных преград неоднократно обеспечивал возведение мостов. Успешно действовал во время освобождения Смоленской области, Белорусской ССР, Польши, боёв в Восточной Пруссии. Во время тяжёлых боёв за город-крепость Пиллау руководил строительством мостов через противотанковые рвы для танков.
После окончания войны продолжал службу в Советской Армии. Окончил командно-инженерный факультет Военно-инженерной академии, а в 1960 году — Военную академию Генерального штаба Вооружённых Сил СССР, после чего был направлен на преподавательскую работу. Был начальником кафедры инженерных войск Военной академии бронетанковых войск. В 1961—1967 годах командовал инженерными войсками Белорусского военного округа. С 1967 года был старшим преподавателем на кафедре инженерного обеспечения Военной академии Генерального штаба Вооружённых Сил СССР. В 1973 году защитил кандидатскую диссертацию и получил должность доцента. Являлся автором либо соавтором целого ряда научных работ и учебных пособий. В декабре 1986 года вышел в отставку. Умер 17 октября 1997 года, похоронен на Троекуровском кладбище Москвы.

## Награды
- Орден Красного Знамени (28 августа 1944 года);
- 2 ордена Отечественной войны 1-й степени (12 сентября 1943 года, 11 марта 1985 года);
- Орден Отечественной войны 2-й степени (31 мая 1945 года);
- Орден Красной Звезды (30 ноября 1944 года);
- Медаль «За оборону Москвы», «За взятие Кёнигсберга» и другие медали, в том числе иностранные.